# Homalium
Homalium är ett släkte av videväxter. Homalium ingår i familjen videväxter.

## Bildgalleri

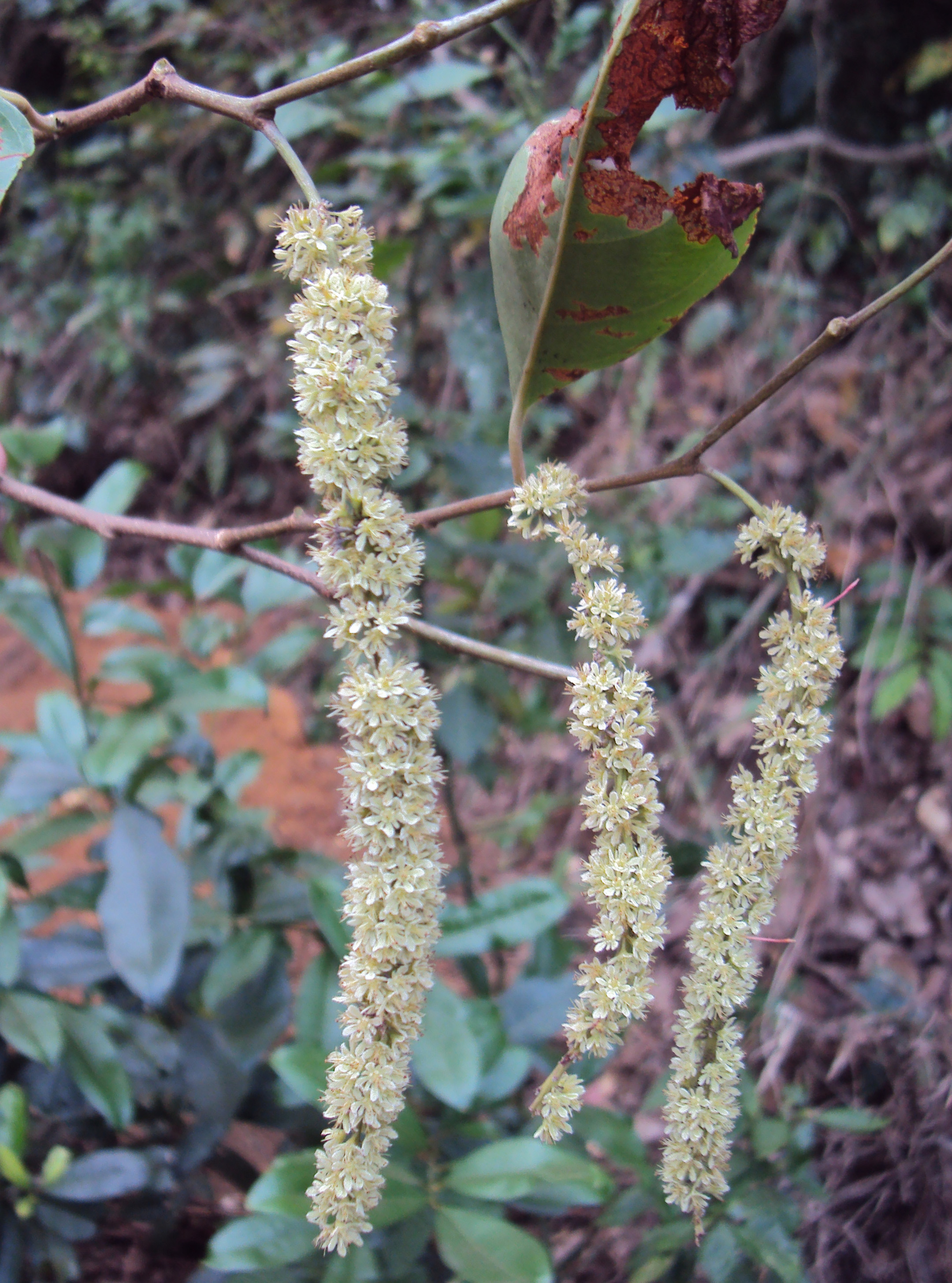
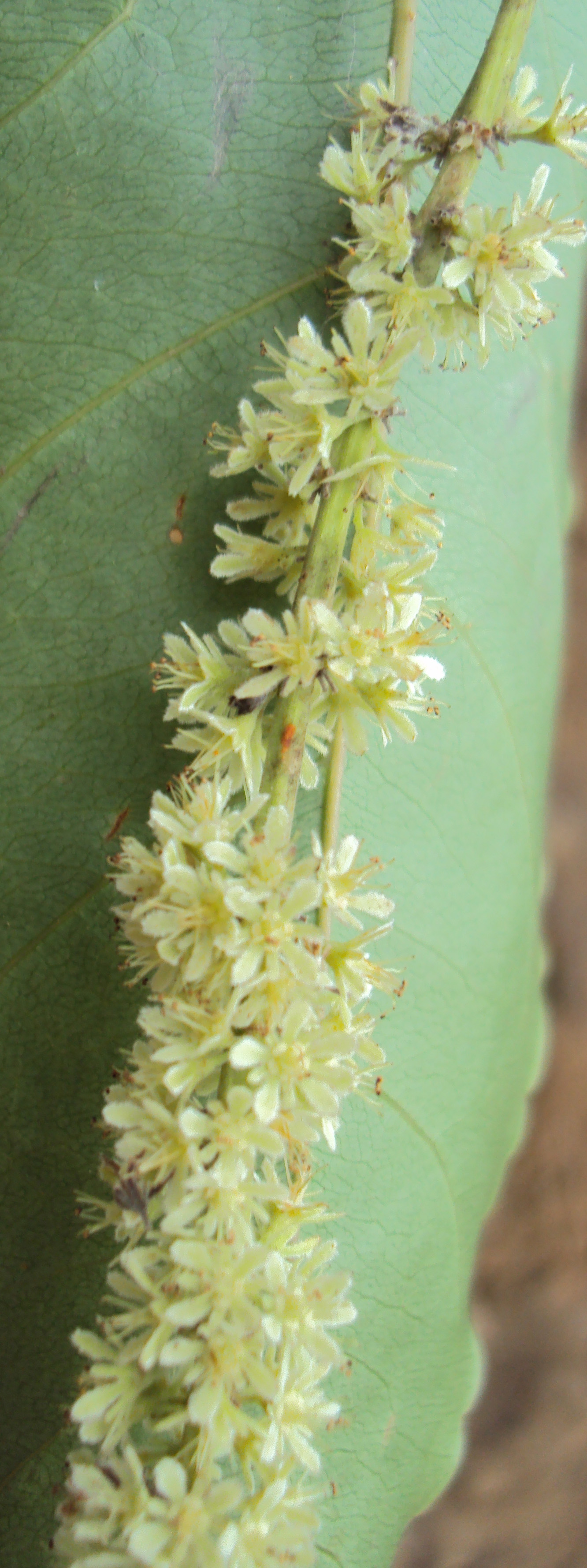
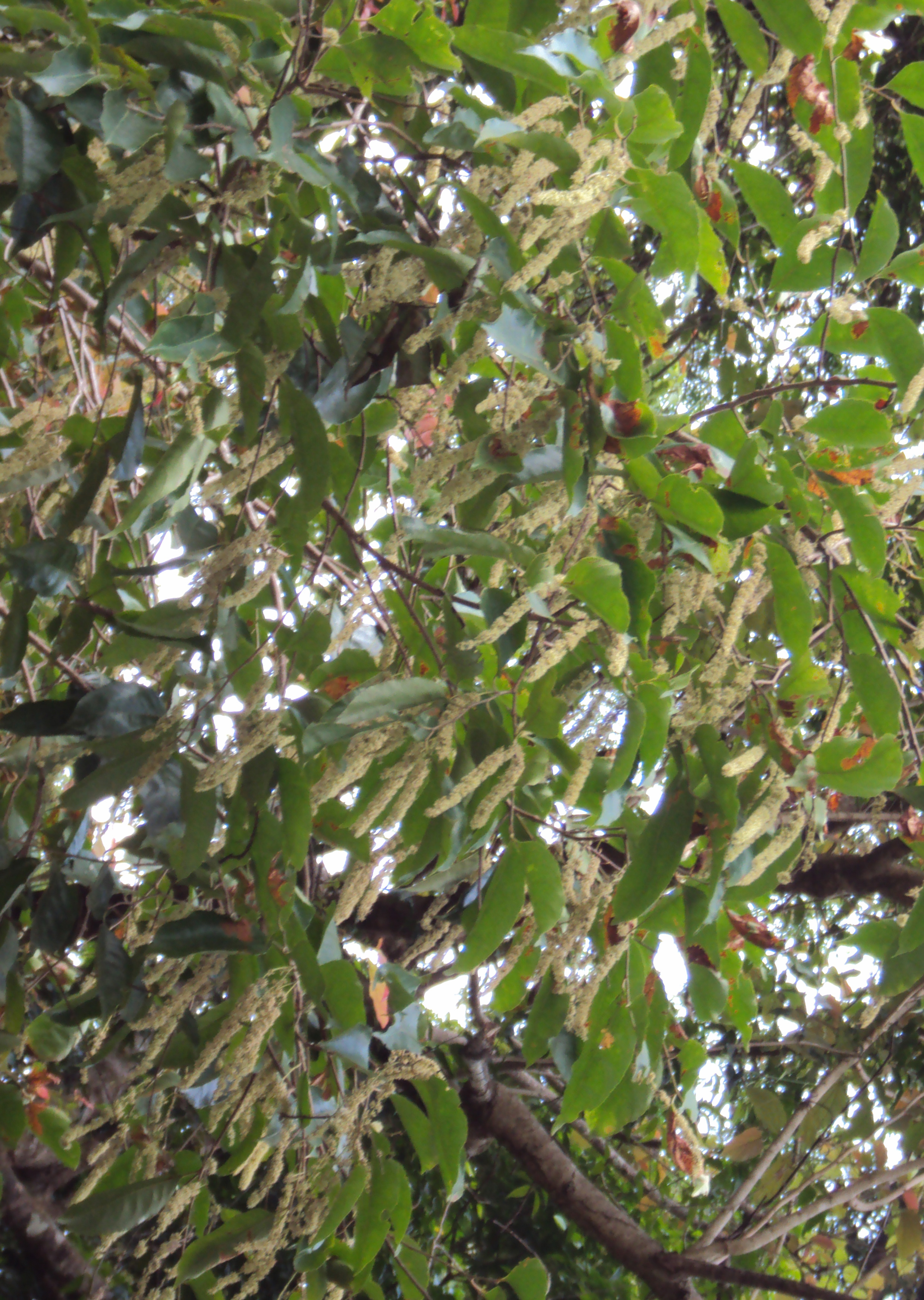
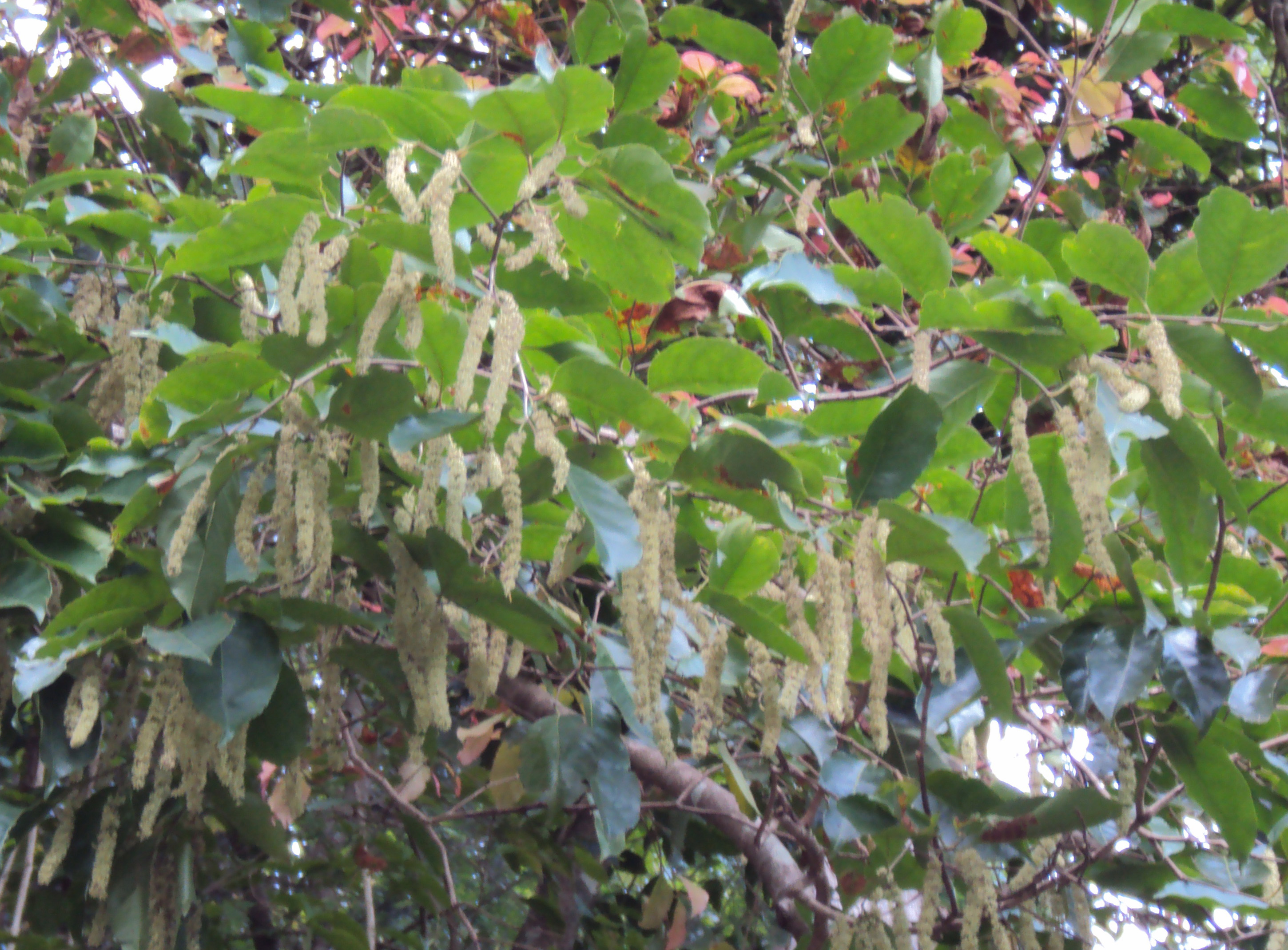
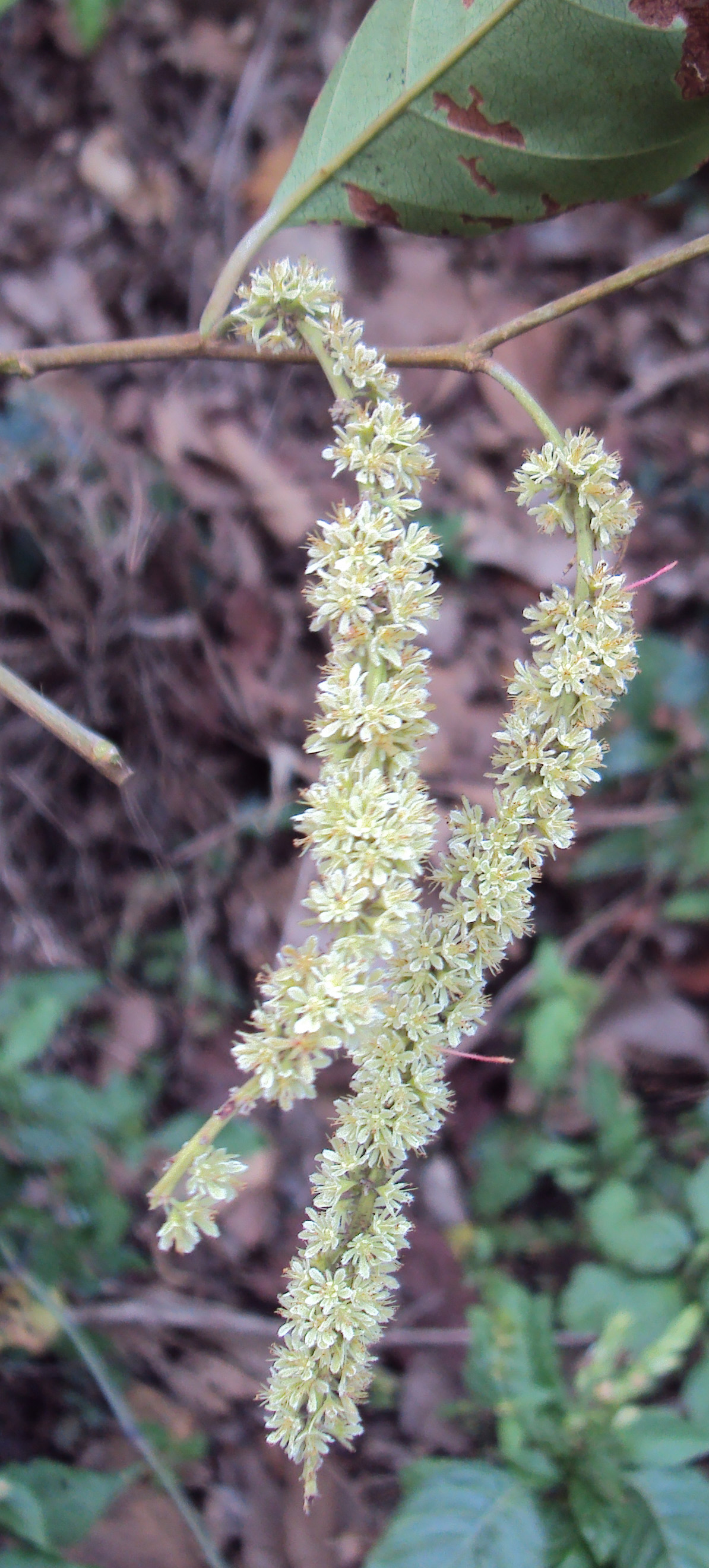
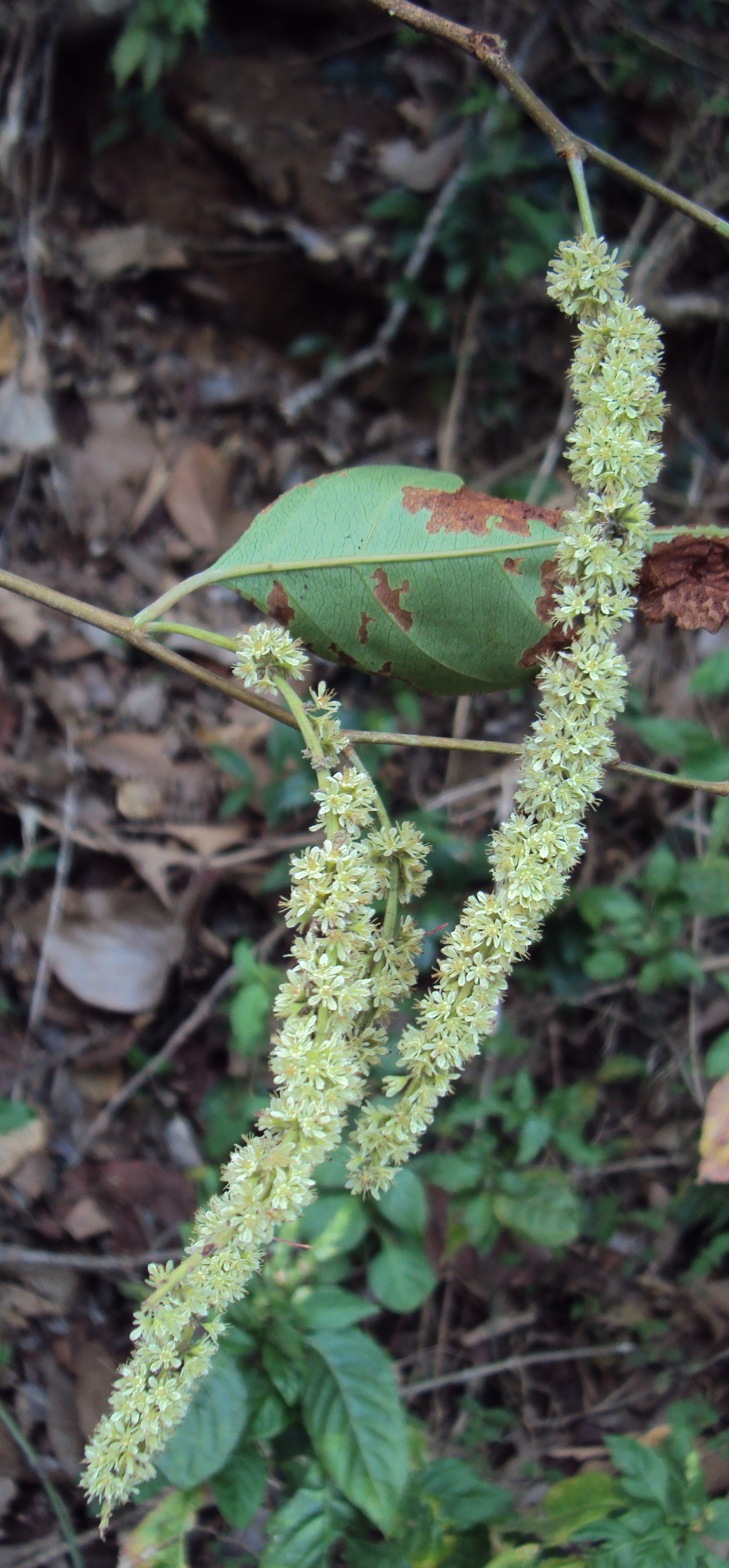

## Dottertaxa tillHomalium, i alfabetisk ordning[1]
- Homalium abdessammadii
- Homalium acuminatum
- Homalium acutissimum
- Homalium africanum
- Homalium albiflorum
- Homalium alnifolium
- Homalium aneityense
- Homalium angustifolium
- Homalium austro-caledonicum
- Homalium axillare
- Homalium barandae
- Homalium betulifolium
- Homalium bismarckense
- Homalium boinense
- Homalium brachybotrys
- Homalium brachyrhachis
- Homalium brachystylum
- Homalium bracteatum
- Homalium brevepedunculatum
- Homalium breviracemosum
- Homalium burmanicum
- Homalium buxifolium
- Homalium capuronii
- Homalium caput-avis
- Homalium caryophyllaceum
- Homalium cauliflorum
- Homalium celebicum
- Homalium ceylanicum
- Homalium chasei
- Homalium chocoense
- Homalium circumpinnatum
- Homalium cochinchinensis
- Homalium crenulatum
- Homalium dalzielii
- Homalium dasyanthum
- Homalium decaryanum
- Homalium decurrens
- Homalium dentatum
- Homalium dentrecasteauxense
- Homalium deplanchei
- Homalium dewevrei
- Homalium dewitii
- Homalium elegantulum
- Homalium erianthum
- Homalium foetidum
- Homalium francii
- Homalium fulviflorum
- Homalium gitingense
- Homalium glabrifolium
- Homalium graciliflorum
- Homalium gracilipes
- Homalium grandiflorum
- Homalium guianense
- Homalium guillainii
- Homalium hainanense
- Homalium henriquesii
- Homalium hypolasium
- Homalium integrifolium
- Homalium intercedens
- Homalium intermedium
- Homalium jainii
- Homalium juxtapositum
- Homalium kainantense
- Homalium kanaliense
- Homalium kunstleri
- Homalium kwangsiense
- Homalium lanceolatum
- Homalium lastoursvillense
- Homalium laurifolium
- Homalium laxiflorum
- Homalium leratiorum
- Homalium letestui
- Homalium longifolium
- Homalium longistaminum
- Homalium longistylum
- Homalium louvelianum
- Homalium lucidum
- Homalium maneauense
- Homalium maringitra
- Homalium mathieuanum
- Homalium micranthum
- Homalium microphyllum
- Homalium minahassae
- Homalium mollissimum
- Homalium moniliforme
- Homalium mono
- Homalium moto
- Homalium moultonii
- Homalium multiflorum
- Homalium myrtifolium
- Homalium napaulense
- Homalium nitens
- Homalium nobile
- Homalium nudiflorum
- Homalium oblongifolium
- Homalium ogoouense
- Homalium oppositifolium
- Homalium oubanguiense
- Homalium palawanense
- Homalium pallidum
- Homalium panayanum
- Homalium paniculiflorum
- Homalium parkeri
- Homalium peninsulare
- Homalium perrieri
- Homalium petelotii
- Homalium planiflorum
- Homalium polystachyum
- Homalium protectum
- Homalium pulchrum
- Homalium racemosum
- Homalium ramosii
- Homalium reductum
- Homalium retivenium
- Homalium rivulare
- Homalium rubiginosum
- Homalium rubriflorum
- Homalium rubrocostatum
- Homalium rufescens
- Homalium sabiifolium
- Homalium samarense
- Homalium sanguineum
- Homalium schleichii
- Homalium serratum
- Homalium sleumeranum
- Homalium smythei
- Homalium spathulatum
- Homalium stelliferum
- Homalium stenophyllum
- Homalium stipulaceum
- Homalium streimannii
- Homalium subcordatum
- Homalium tatambense
- Homalium taypau
- Homalium thouarsianum
- Homalium tomentosum
- Homalium tongaense
- Homalium travancoricum
- Homalium trigynum
- Homalium undulatum
- Homalium velutinum
- Homalium whitmeeanum
- Homalium viguieri
- Homalium villarianum
- Homalium viridiflorum
- Homalium vitiense